# Azərbaycan Atletika Federasiyası
Azerska Federacja Lekkiej Atletyki (azer. Azərbaycan Atletika Federasiyası; AAF) – azerska narodowa federacja lekkoatletyczna należąca do European Athletics. Siedziba znajduje się w Baku, a prezesem jest Çingiz Hüseynzadə.
Federacja powstała w 1923, a członkiem IAAF jest od 1993.